# برنسایدز (ویرجینیای غربی)
برنسایدز (به انگلیسی: Burnsides) یک منطقهٔ مسکونی در ایالات متحده آمریکا است که در شهرستان پوکاهانتس، ویرجینیای غربی واقع شده‌است. برنسایدز ۶۱۳٫۸۷ متر بالاتر از سطح دریا واقع شده‌است.